# Ralph Broome
Ralph Edward Howard Broome (Dalhousie, 5 luglio 1889 – Poole, 25 gennaio 1985) è stato un bobbista britannico, medaglia d'argento olimpica nel bob a quattro a Chamonix-Mont-Blanc 1924.

## Biografia
Nato in India da una famiglia di ex militari, egli stesso prestò servizio durante la prima guerra mondiale nel reggimento corazzato britannico sino a raggiungere il grado di maggiore al termine del conflitto.
Attivo nel bob durante gli anni venti, ha gareggiato nel ruolo di pilota per la squadra nazionale britannica, partecipando ai Giochi olimpici invernali di Chamonix-Mont-Blanc 1924, dove conquistò la medaglia d'argento nel bob a quattro con i compagni Terence Arnold, Alexander Richardson e Rodney Soher, superando la nazionale belga (medaglia di bronzo) e posizionandosi dietro a quella svizzera, cui andò la medaglia d'oro.

## Palmarès

### Olimpiadi
- 1 medaglia:
  - 1 argento (bob a quattro a Chamonix-Mont-Blanc 1924).